# Узловая больница на станции Сальск
Поликлиника № 7 на станции Сальск — медицинское лечебное учреждение для обслуживания работников предприятий Сальского железнодорожного узла, членов их семей, а также пенсионеров железнодорожной отрасли. Корпуса медицинского учреждения расположены в городе Сальске Ростовской области по ул. Родниковая, № 4.

## История
История медицинского учреждения ведёт свой отчет с 1899 года, когда впервые на станции Торговая (ныне Сальск) Владикавказской железной дороги был открыт врачебный участок, в штате которого числился один врач и одна акушерка.
В ноябре 1935 года на базе линейного врачебного участка на станции Сальск Сталинградской железной дороги была открыта поликлиника. Первоначально в поликлинике функционировали терапевтический, хирургический, гинекологический, педиатрический и кожно-венерологический кабинеты.
В 1945 году началось строительство новой железнодорожной поликлиники на станции Сальск. В новом здании разместилось 14 кабинетов, а также женская и детская консультации. Новая поликлиника была построена в самые короткие сроки. Руководил поликлиникой доктор М. Л. Лученок, отец будущего композитора,народного артиста СССР Игоря Михайловича Лученка.
Позже, в 1950-х годах для медицинского обслуживания работников Сальского отделения Северо-Кавказской железной дороги была открыта больница на 80 коек, где имелись терапевтическое, хирургическое, гинекологическое, неврологическое отделения. Функционировали поликлиника для взрослых на 250 посещений в смену, а также детская поликлиника (обслуживала детей железнодорожников г. Сальска, учащихся ж.д. школ № 9 и 21, а также воспитанников детских садов № 22 «Берёзка» и № 11 «Голубой вагон»). Кроме этого, на каждом крупном предприятии функционировали здравпункты (в локомотивном, вагонном депо и др.).
В 1985 году руководство Сальского отделения Северо-Кавказской железной дороги приняло решение о проектировании и строительстве новой больницы на 210 коек с поликлиникой на 500 посещений в смену. По проекту трехэтажное здание главного корпуса и поликлиники размещались на берегу реки Средний Егорлык в микрорайоне Низовский (улица Родниковая).
Строительство новой железнодорожной больницы с поликлиникой на станции Сальск было поручено крупной строительной организации города — СМП-640.
В 1995 году на станции Сальск новый медицинский комплекс с больницей на 250 коек и поликлиникой на 400 посещений в смену был сдан в эксплуатацию.
После упразднения Сальского отделения СКЖД в 1997 году отделенческая больница была реорганизована в узловую больницу на станции Сальск, а детская железнодорожная поликлиника была закрыта (дети и подростки семей железнодорожников были переданы в обслуживание Сальской городской детской поликлиники).
В 2008 году больница была реорганизована в НУЗ «Узловая больница на ст. Сальск ОАО „РЖД“».
Ранее в структуру больницы входила железнодорожная детская поликлиника на 300 посещений в смену, которая разместилась в одном из трёхэтажных корпусов. Позже, в 2010 году, здание бывшей ж.д. детской поликлиники было выкуплено у ОАО «РЖД» и стало муниципальной собственностью города Сальска и Сальского района. После проведения капитального ремонта, в феврале 2019 года в этом здании была открыта Сальская муниципальная детская поликлиника.
Лечебные корпуса узловой больницы станции Сальск оставались невостребованными, в связи с этим руководством РЖД предлагалось руководству города Сальска выкупить их с целью размещения в них городской больницы. Однако администрация города и РЖД не нашли общего мнения по этому поводу. По состоянию на август 2021 года оставшиеся лечебные корпуса бывшей Сальской узловой больницы остаются пустыми (а в них могли бы разместиться более 250 койко-мест). В то же время в городе Сальске и Сальском районе ощущается острая нехватка мест для пациентов в муниципальных лечебных учреждениях.
В декабре 2018 года в результате реорганизации больница структурно вошла в состав НУЗ Дорожная клиническая больница ст. Ростов-Главный ОАО «РЖД» в качестве обособленного подразделения как Поликлиника № 7 на станции Сальск.
В 2020 году медицинское учреждение изменило своё наименование и стало называться как Обособленное подразделение Поликлиника № 7 ЧУЗ "Клиническая больница «РЖД-Медицина» в городе Сальск.

## Структура медицинского учреждения
В настоящее время Поликлиника № 7 имеет в своей структуре:
- Амбулаторно-поликлиническое отделение на 400 посещений в смену;
- Дневной стационар на 30 коек (10 коек терапевтического и 20 коек неврологического направлений).